# Sheep's Clothing (film 1914)
Sheep's Clothing è un cortometraggio muto del 1914 scritto e diretto da Charles M. Seay.

## Produzione
Il film fu prodotto dalla Edison Company.

## Distribuzione
Distribuito dalla General Film Company, il film - un cortometraggio in due bobine - uscì nelle sale cinematografiche degli Stati Uniti il 18 settembre 1914.